# وست لیوینگستون (تگزاس)
وست لیوینگستون (به انگلیسی: West Livingston) یک منطقهٔ مسکونی در ایالات متحده آمریکا است که در شهرستان پولک، تگزاس واقع شده‌است. وست لیوینگستون ۶۲٫۱ کیلومتر مربع مساحت و ۸٬۰۷۱ نفر جمعیت دارد و ۴۳ متر بالاتر از سطح دریا واقع شده‌است.